# 严寒老人

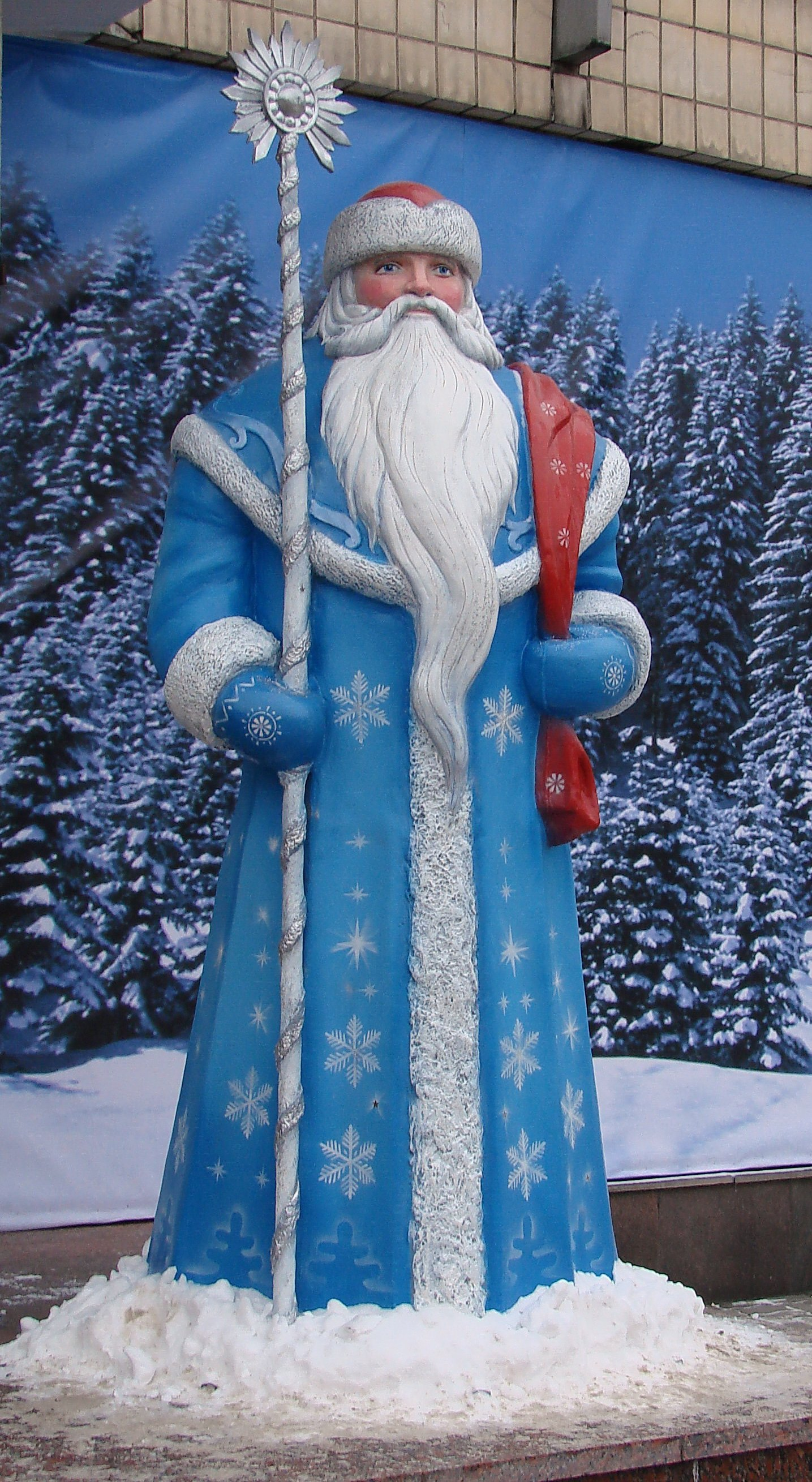
严寒老人

严寒老人（俄语： Ded Moroz ），也作霜老人、新年老人、雪老人，是俄罗斯民间传说中类似圣诞老人和圣尼古拉的角色。他身着蓝色大衣，头戴俄罗斯传统贵族帽，新年时与孙女雪姑娘乘坐马车前往各地巡游，为孩子送去礼物与祝福。该习俗在东斯拉夫民族流传。